# Trygodes herbida
Trygodes herbida är en fjärilsart som beskrevs av Charles Oberthür 1916. Trygodes herbida ingår i släktet Trygodes och familjen mätare. Inga underarter finns listade i Catalogue of Life.